# Ceratitis punctata
Ceratitis punctata
 es una especie de insecto del género Ceratitis de la familia Tephritidae del orden Diptera. 
Christian Rudolph Wilhelm Wiedemann la describió científicamente por primera vez en el año 1824.